# Bazylika Świętych Apostołów Piotra i Pawła w Strzegomiu
Bazylika kolegiacka Świętych Apostołów Piotra i Pawła w Strzegomiu – zabytkowy gotycki kościół w dekanacie strzegomskim w diecezji świdnickiej na Dolnym Śląsku. 
Początkowo kościół należał do zakonu rycerskiego joannitów, zaś parafia przy tym kościele została erygowana w XVI w. Od 2002 świątynia jest bazyliką mniejszą, a 13 kwietnia 2017 została podniesiona do rangi kolegiaty. 22 października 2012 roku obiekt został wpisany na listę pomników historii. Bogaty w cenne dzieła rzeźby architektonicznej oraz rzemiosła artystycznego, głównie z XIV–XV w.

## Historia
W okresie wypraw krzyżowych na terenie Królestwa Jerozolimskiego powstały m.in. zakony szpitalne, w tym późniejsi Joannici. Po upadku krucjat Joannici prowadzili szeroką działalność, w tym budowlaną na terenie Europy. W roku 1180 otrzymali Strzegom. W mieście istniał kościół św. Andrzeja, zniszczony przez Mongołów podczas najazdu na Śląsk w 1241 r. W XIII wieku wzniesiono nowy obiekt, ostatecznie na początku XIV wieku zakon zdecydował się wznieść większy kościół z finansową pomocą zarówno książąt świdnickich, jak i strzegomskich mieszczan. Zasadniczy zrąb świątyni powstał w latach 1250–1390. Nowy kościół o długości ok. 80 m budowany był z łamanego granitu, bazaltu oraz piaskowca użytego do elementów dekoracyjnych (portale, wsporniki). Budowa kościoła trwała długo, prace ukończono dopiero w początkach XVI w. W 1718 miał miejsce pożar świątyni.
15 września 2002 papież Jan Paweł II wydał bullę, na mocy której parafia strzegomska otrzymała godność bazyliki mniejszej. 13 kwietnia 2017 biskup Ignacy Dec ustanowił przy bazylice strzegomskiej kapitułę kolegiacką, a samą bazylikę ustanowił kolegiatą. Jest to jedyna w diecezji świdnickiej bazylika kolegiacka. Kościół jest także sanktuarium.

## Architektura
Kościół jest trójnawową bazyliką z transeptem i poligonalnie zamkniętym prezbiterium. Prezbiterium jest trójprzęsłowe, zaś korpus nawowy tworzy pięć przęseł. Nawy boczne od strony wschodniej są zamknięte trójbocznie. Fasada zachodnia dwuwieżowa (obie wieże nie zostały jednak ukończone: wyższa wieża północna, przykryta spadzistym daszkiem, osiąga wysokość szczytu dachu nad nawą główną, niższa wieża południowa sięga tylko dachu nad nawą boczną). Wnętrze nakrywają sklepienia gwiaździste (kaplice, skrzyżowanie naw), krzyżowo-żebrowe (nawy boczne) oraz sieciowe (nawa główna) wsparte na prostokątnych filarach. Żebra sklepienne spływają na wsporniki, niektóre z nich o figuralnych formach. Taka struktura wschodniej części kościoła, z prezbiterium z nawami bocznymi, znana jest na terenie Śląska, zarówno w kościołach bazylikowych (kościół św. Elżbiety), jak i halowych (kościół NMP na Piasku). Na zewnątrz ściany nawy głównej wspierają kamienne łuki oporowe. Ceglane szczyty transeptu i fasady zachodniej ozdobione są blendami z początku XVI w. Charakterystyczna dla gotyckiej architektury śląskiej jest dekoracja szczytu zachodniego – tworzą go blendy w kształcie ślepych, prostokątnych okien.

## Rzeźba architektoniczna

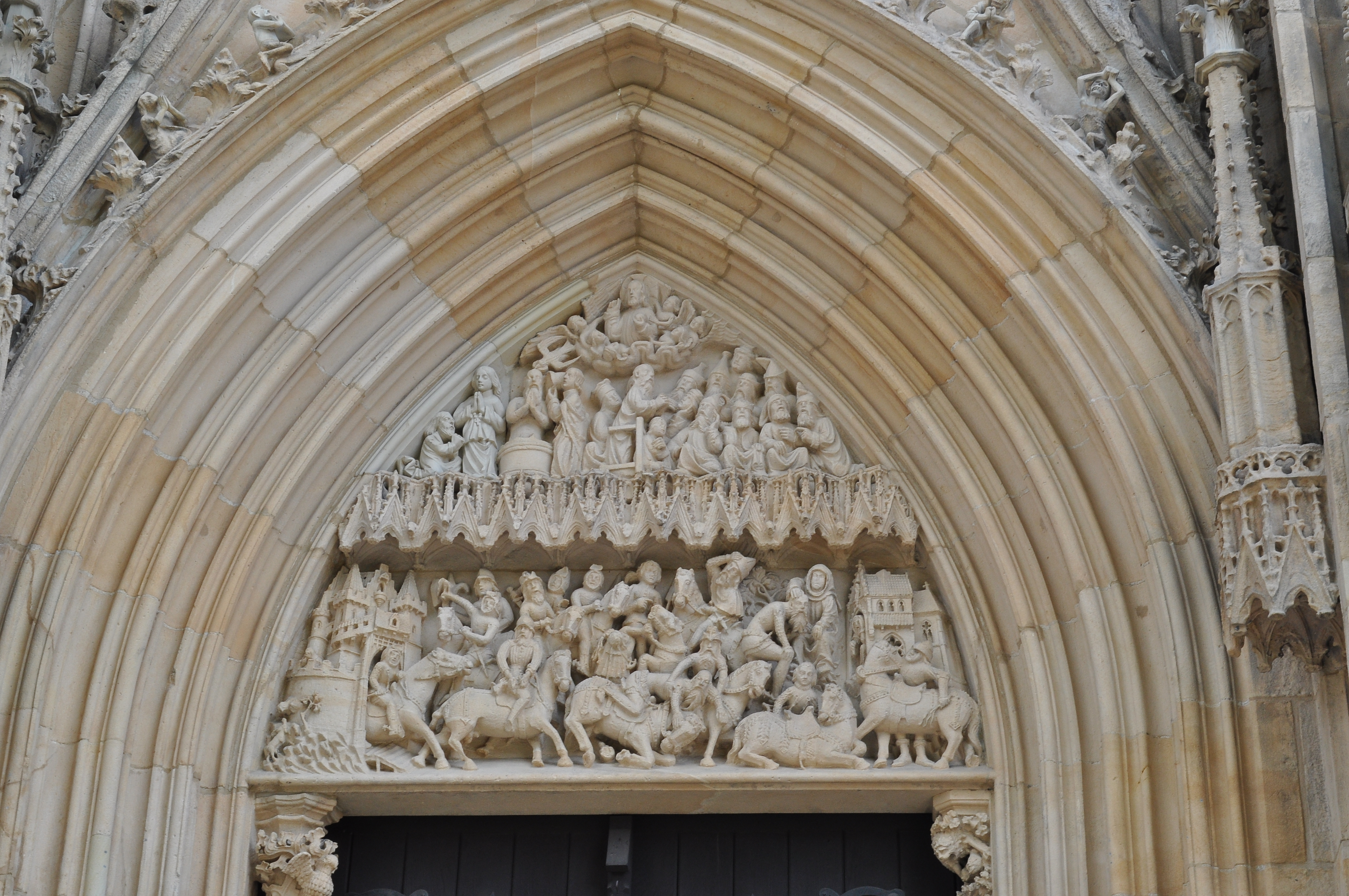
Fragment portalu zachodniego z XIV w. – tympanon ze scenami z życia Św. Pawła

Bogato rzeźbione trzy portale z tympanonami stanowią zbiór rzadkich w Polsce średniowiecznych typów ikonograficznych. Portal zachodni pochodzi z lat siedemdziesiątych XIV w. Reprezentacyjny charakter wejścia nadaje kamienna dekoracja złożona z laskowań – posąg Chrystusa jako sędziego świata, a obok postacie Matki Boskiej i św. Jana. W polach łuku bogaty zespół płaskorzeźb i rzeźb pełnoplastycznych ustawione w dwóch rzędach. Przedstawiają one w sposób narracyjny epizody z życia świętego Pawła (w tym nawrócenie u wrót Damaszku). Nad portalem północnym z trzeciej ćwierci XIV w. tympanon z płaskorzeźbionym przedstawieniem Koronacji Matki Boskiej przez Chrystusa, poniżej Koronacji Batszeby przez Salomona i Koronacji Estery przez Ahaswera. Nad portalem południowym z ok. 1400 r. scena Zaśnięcia Matki Boskiej wśród Apostołów w typie koimesis (gr. κοίμησις).

## Wystrój wnętrza
W prezbiterium znajdują się kamienne sedilia, o trzech arkadach, kamienne sakramentarium w kształcie wieży (wys. 4,5 m), wykonane przez Wolfganga z Wiednia w pierwszej poł. XV w., kamienna późnogotycka chrzcielnica z XVI w., rzeźbiona w piaskowcu ambona z 1592 r. Na ścianach w różnych miejscach zachowały się niewielkie fragmenty polichromii z XIV i XVI w. Rzeźbę nowożytną reprezentuje zespół nagrobków i epitafiów z XVI–XVII w., m.in.
- Georga von Hoberga (Hochberga, 1687-1610) z ośmioma herbami, von:
  - ojcowskimi: Hochberg, Czettritz, Kottwitz, Runge;
  - matczynymi: Czettritz, Schweinichen, Mühlheim, Reibnitz[7][8].
- Heinricha von Reibnitza juniora (zm. 1557), żonatego z Anną von Schindel, z herbami, von:
  - ojcowskimi: Heinricha Reibnitza (zm. 1507) z Górnego Wiadrowa, Anny Liebenthal,
  - matczynymi: Hohenstein, Anny Schlieben[9].

Skromna manierystyczna ambona z 1592 r. jest dziełem Caspra Bergera z Legnicy. W wielkim neogotyckim ołtarzu głównym znajduje się gotycka figura Marii z Dzieciątkiem z XV w. W wieży znajduje się cenne dzieło sztuki ludwisarskiej, dzwon kościelny pochodzący z 1318 roku. Dzwon jest fundacją brata Przedbora z Widawy i jest to jeden z najstarszych wciąż bijących dzwonów w Polsce, a towarzyszą mu dwa młodsze dzwony – z 1405 i 1424 roku. Wszystkie te dzwony mają inskrypcje, zawierające m.in. datę powstania.
12 marca 1997 zawieszono w kościele górną część wykonanej z cynku i pierwotnie pozłacanej figury Jezusa Chrystusa z żelaznego (żeliwnego) krzyża z 1850, stojącego na Górze Krzyżowej. Figura ta została uszkodzona w 1945 roku przez żołnierzy sowieckich – przepołowiona serią oddaną z karabinu maszynowego. Dolna jej część zaginęła, a górna została odnaleziona w krzakach w roku 1969  lub w l. 70. XX wieku i ukryta w pomieszczeniu nad zakrystią w kościele lub na plebanii.

## Kapituła kolegiacka
- Prepozyt: ks. prałat Marek Babuśka (Strzegom), dziekan: ks. kan. Piotr Ważydrąg (Żarów)[potrzebny przypis].

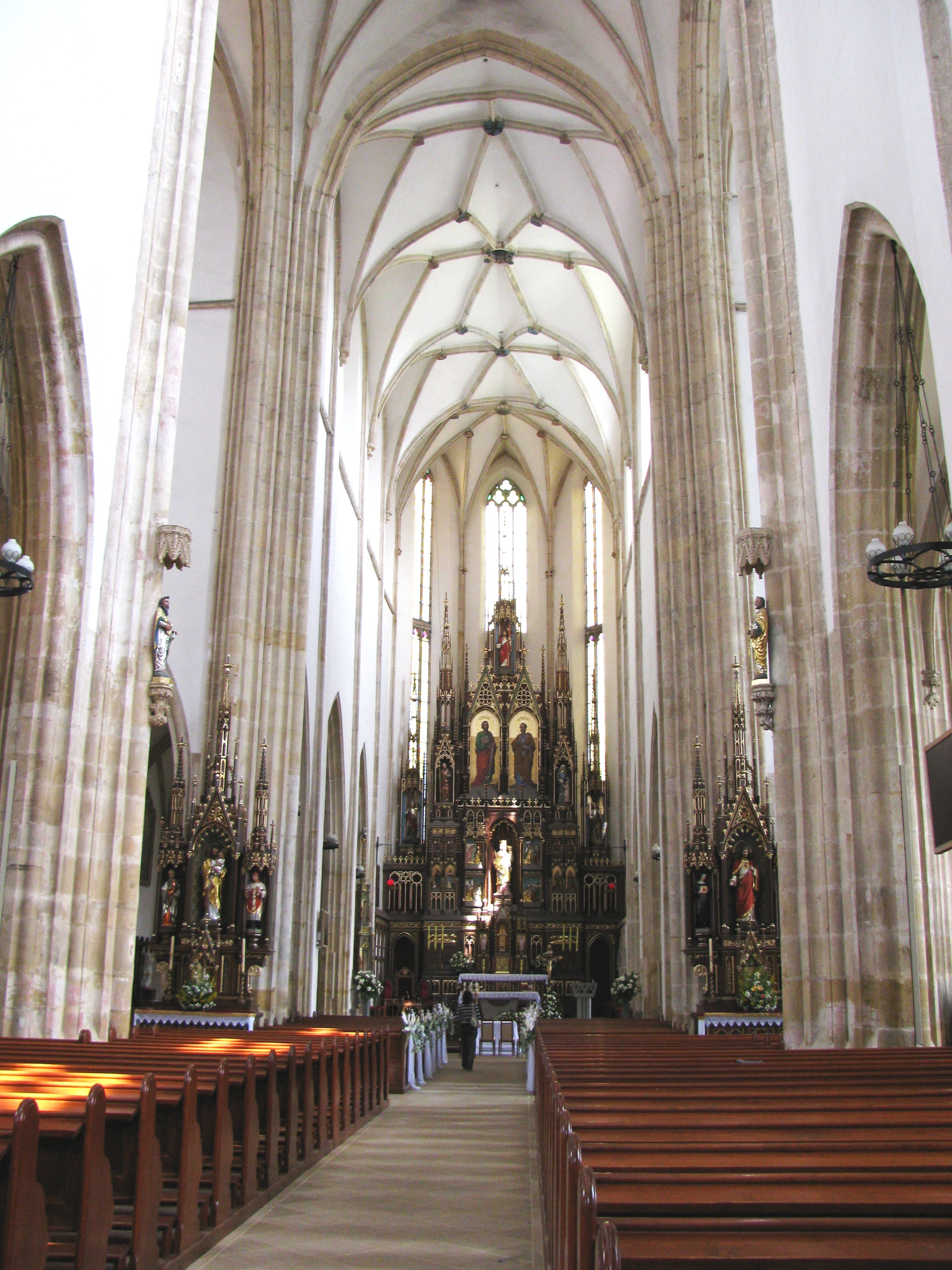
Nawa główna
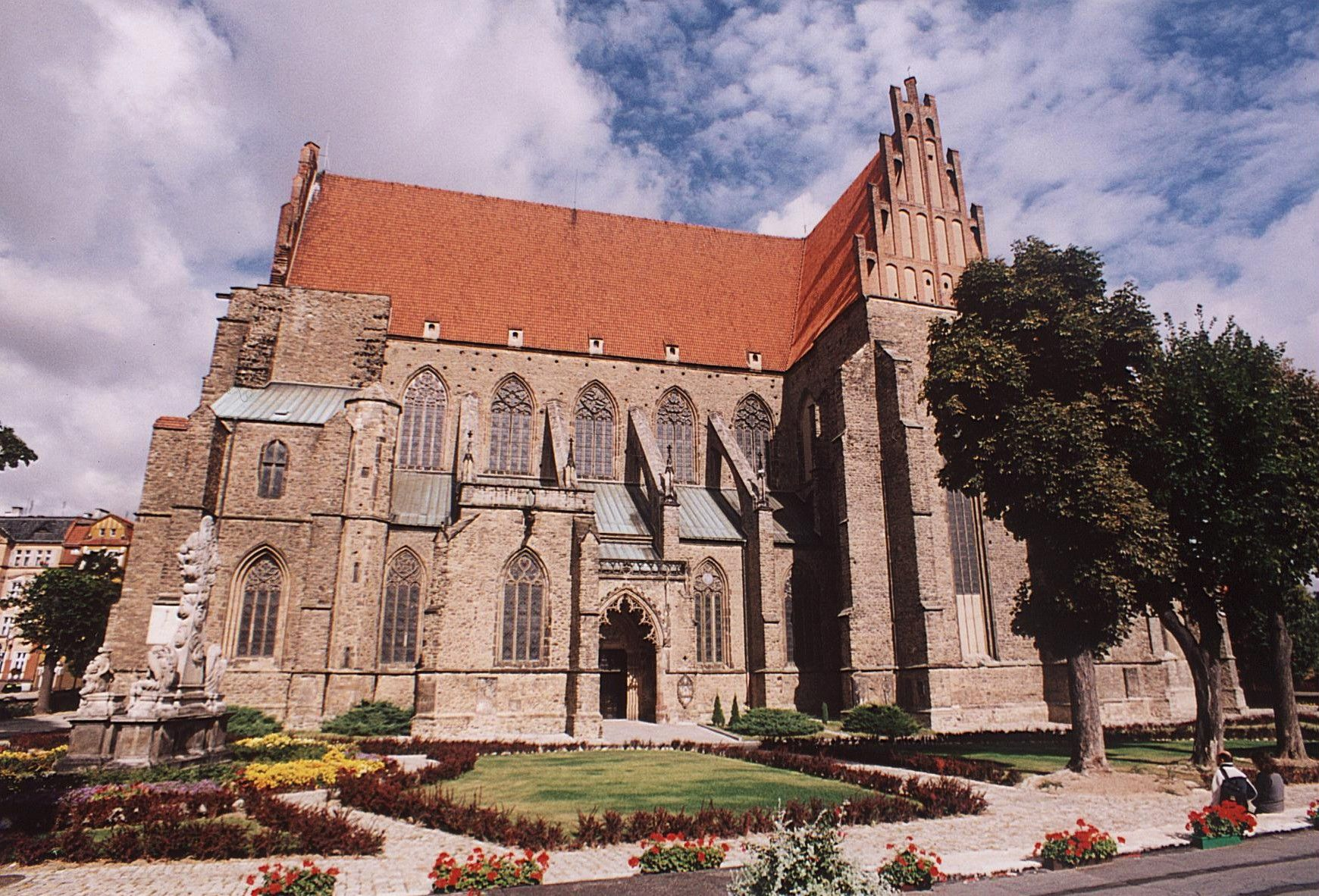
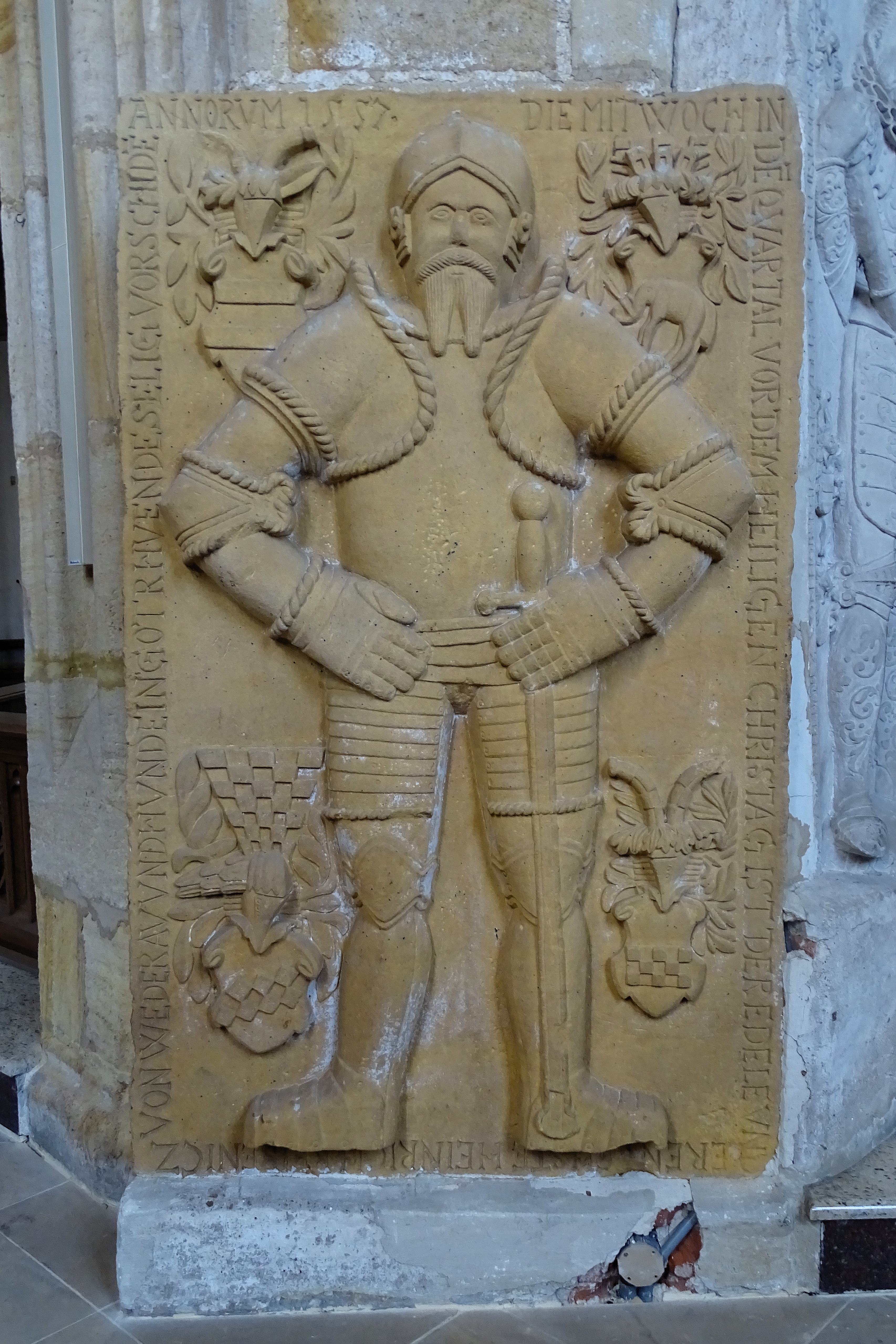
Epitafium Heinricha Reibnitza (+1557)